# John Bardeen
John Bardeen (født 23. maj 1908 i Madison, Wisconsin, USA, død 30. januar 1991 Boston, Massachusetts), var en amerikansk fysiker og elektrisk ingeniør. Han er den eneste der har modtaget Nobelprisen i fysik to gange. Første gang i 1956 for opfindelsen af transistoren, og igen i 1972 for den fundamentale teori i forbindelse med superledere.
Transistorer revolutionerede den elektroniske industri og banede vejen for informationssamfundet, hvor de er en afgørende komponent i alle elektriske enheder fra telefoner til missiler. Bardeens arbejde med superledere førte til den anden Nobelpris og dette arbejde bruges i dag i Nuklear Magnetisk Resonans og i medicinsk brug i MR-scanning.
 Der er for få eller ingen kildehenvisninger i denne artikel, hvilket er et problem. Du kan hjælpe ved at angive troværdige kilder til de påstande, som fremføres i artiklen.

| Fysik | Spire Denne artikel om fysik er en spire som bør udbygges. Du er velkommen til at hjælpe Wikipedia ved at udvide den. |